# Tayloria scabriseta
Tayloria scabriseta là một loài rêu trong họ Splachnaceae. Loài này được (Hook.) Mitt. mô tả khoa học đầu tiên năm 1869.